# 氷川神社 (上尾市今泉)
氷川神社（ひかわじんじゃ）は、埼玉県上尾市の神社。

## 歴史
創建年代は不明である。ただ当初の別当寺だった「西福寺」は貞治年間（1363年 - 1368年）の開山としていることから、その頃に創建されたものと推測される。その後、西福寺は廃寺となり、「本行院」が別当寺の地位を継いだ。本行院は修験道の寺院であったが、明治初期の神仏分離により、廃寺に追い込まれた。
1873年（明治6年）、近代社格制度に基づく「村社」に列せられた。

## 交通アクセス
- 路線バス今泉停留所より徒歩4分。